# Holten vasútállomás
Holten vasútállomás vasútállomás Hollandiában, Rijssen-Holten városában.

## Vasútvonalak
Az állomást az alábbi vasútvonalak érintik:
- Deventer–Almelo-vasútvonal

## Kapcsolódó állomások
A vasútállomáshoz az alábbi állomások vannak a legközelebb:
- Rijssen vasútállomás
- Deventer Colmschate vasútállomás